# Otto Martin Torell
Otto Martin Torell, né le 5 juin 1828 à Varberg et mort le 11 septembre 1900, est un naturaliste et géologue suédois.

## Biographie
Il fait des études de médecine et de zoologie puis, pour perfectionner ses travaux sur la formation des glaciers, voyage en Suisse, au Spitzberg (1859-1860) et au Groenland. Il effectue aussi deux expéditions en Arctique avec Adolf Erik Nordenskiöld.
Nommé en 1866 professeur de géologie à l'université de Lund, il y meurt le 11 septembre en étant considéré comme le « père de l'exploration polaire suédoise ».